# Łozicze (obwód brzeski)
Łozicze (biał. Лозічы; ros. Лозичи) – wieś na Białorusi, w obwodzie brzeskim, w rejonie pińskim, w sielsowiecie Boryczewicze.
W dwudziestoleciu międzywojennym leżały w Polsce, w województwie poleskim, w powiecie pińskim, w gminie Lemieszewicze. Po II wojnie światowej w granicach Związku Sowieckiego. Od 1991 w niepodległej Białorusi.